# کاستلو برانکو
کاستلو برانکو (Castelo Branco) یکی از شهرهای کشور پرتغال است.

## نگارخانه

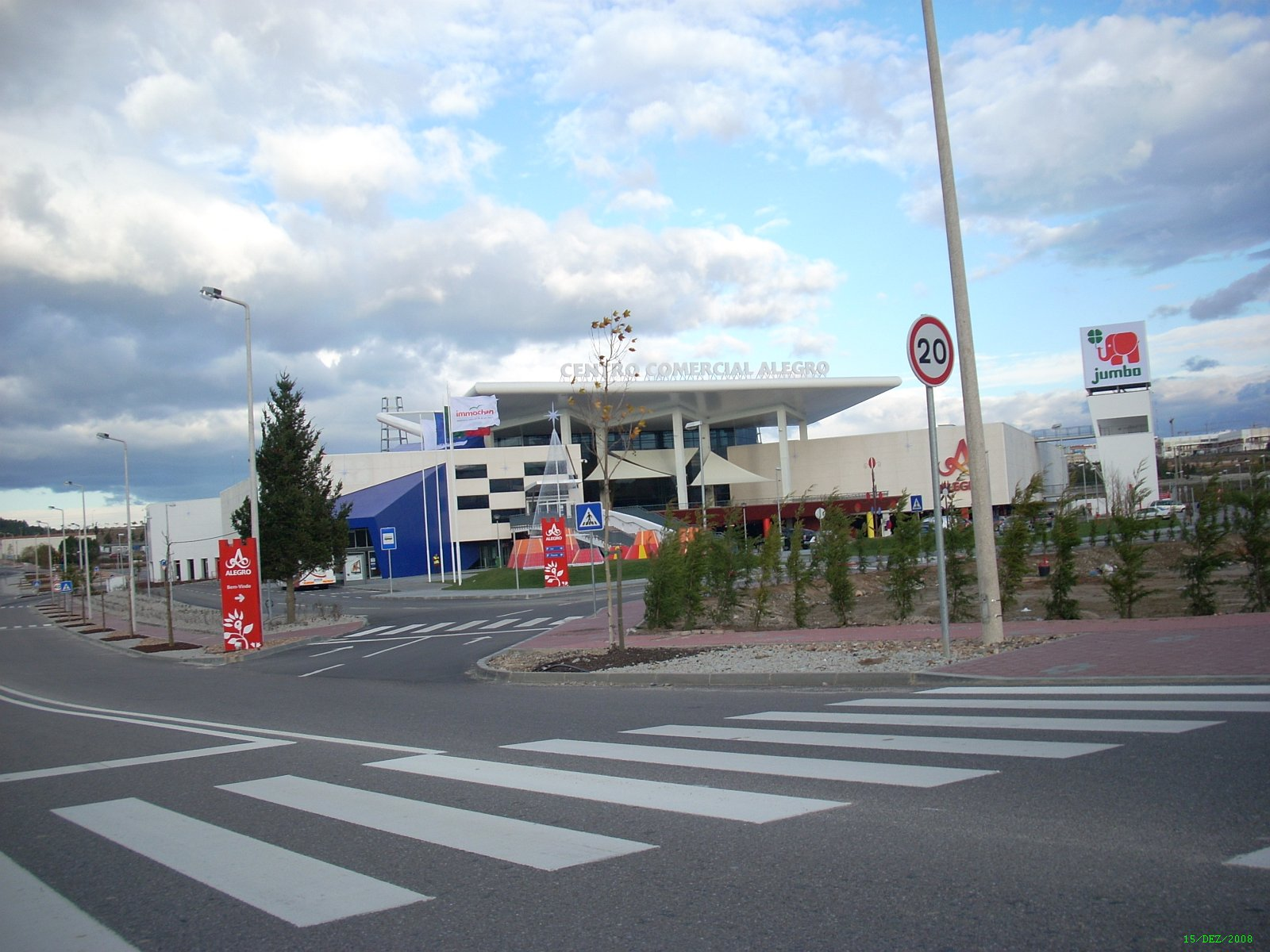
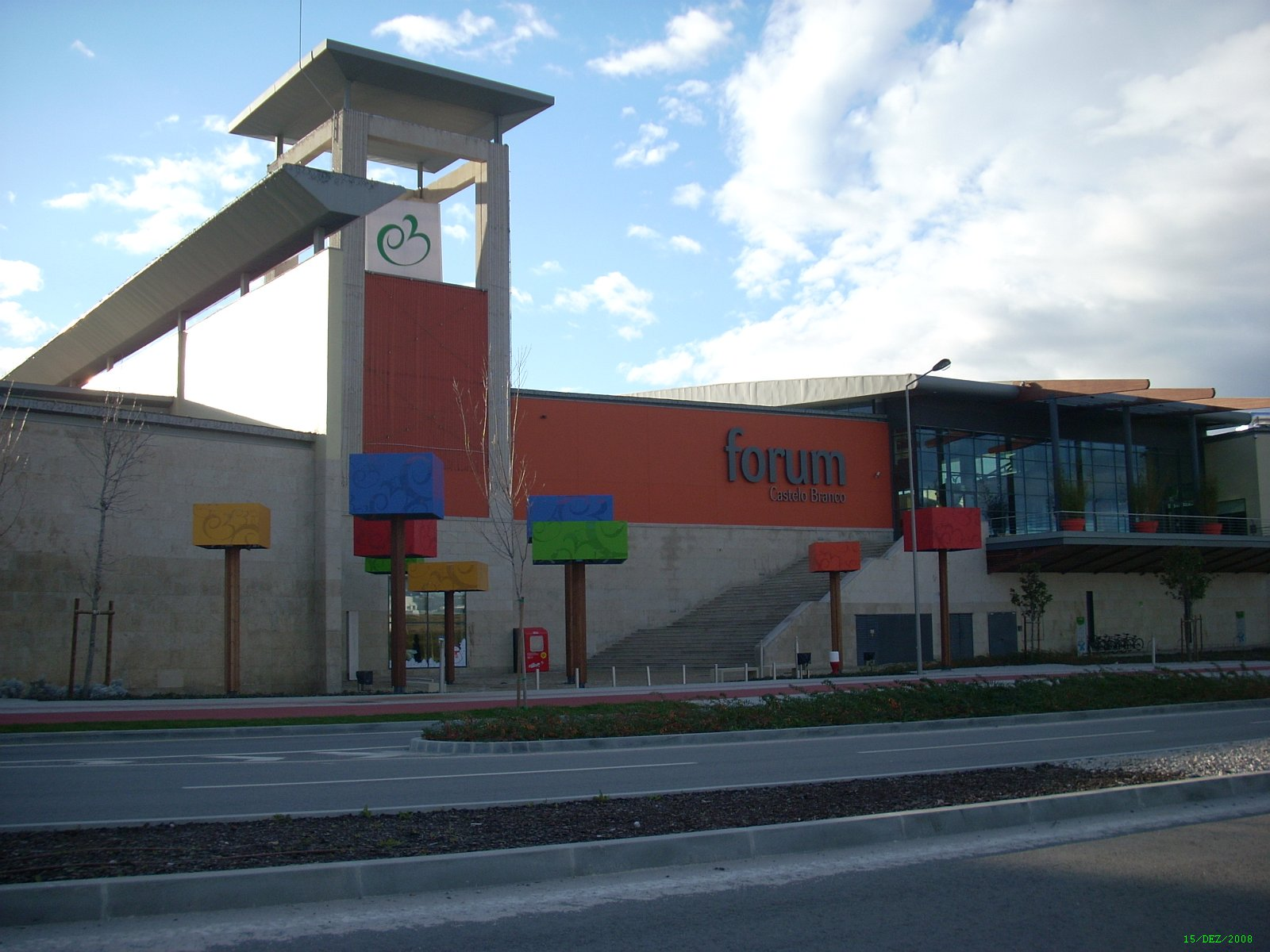
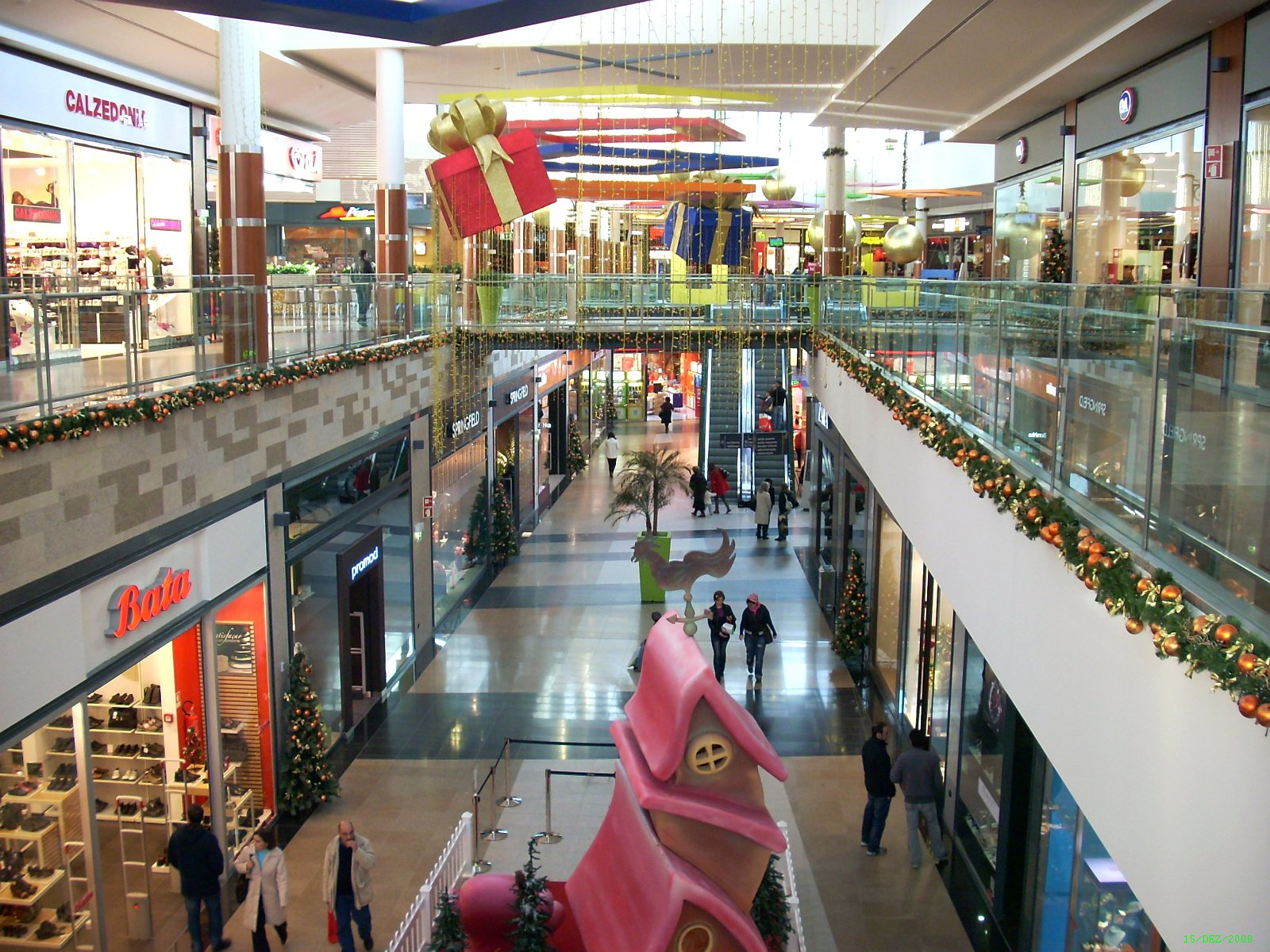